# Carl Friese (Schauspieler)

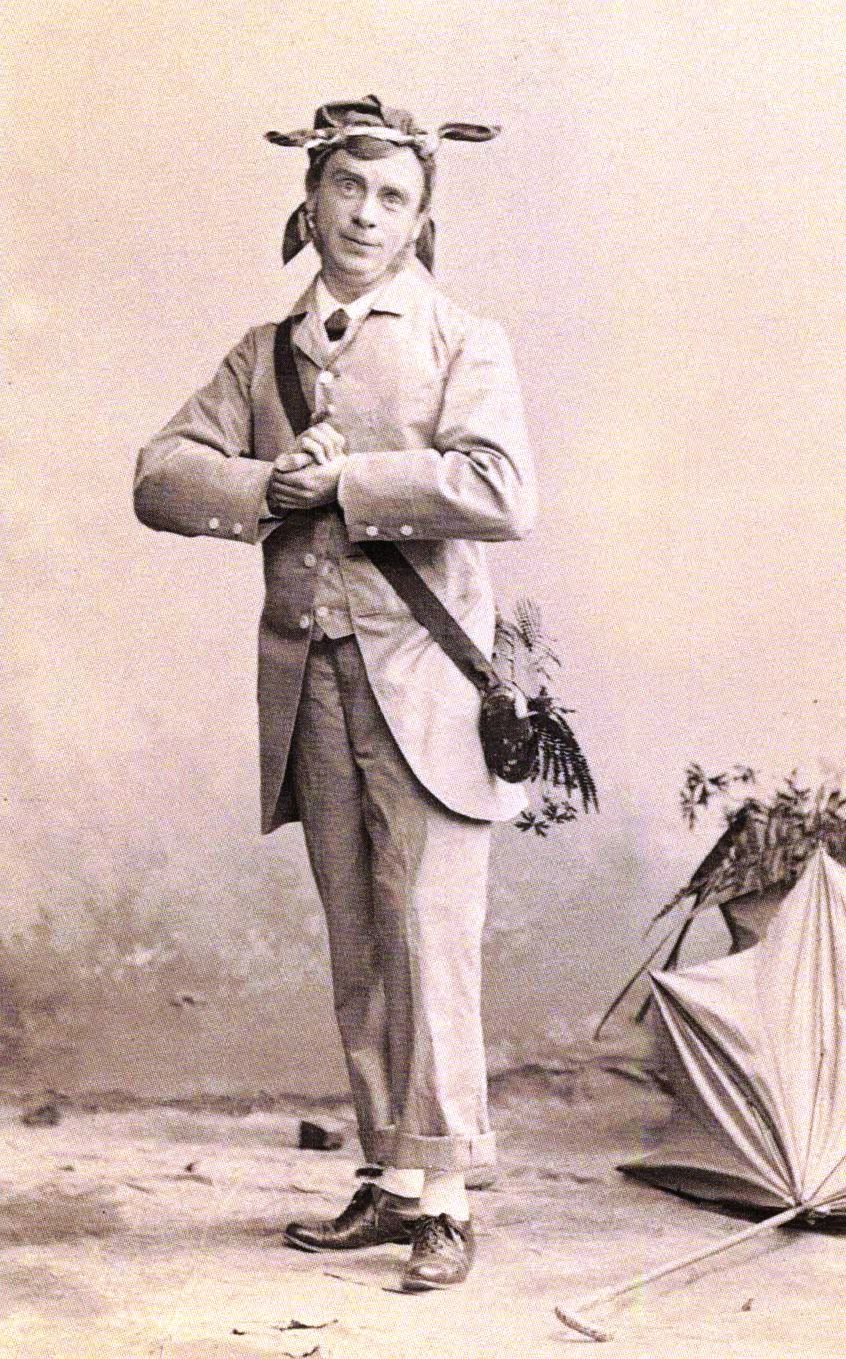
Carl Friese in Waldmeister von Johann Strauss (Sohn) (1896)

Carl Friese (* 5. Oktober 1857 in Ödenburg, Königreich Ungarn; † 9. Mai 1912 in Dresden) war ein deutscher Bühnenschauspieler und -regisseur ungarischer Herkunft.

## Leben und Wirken

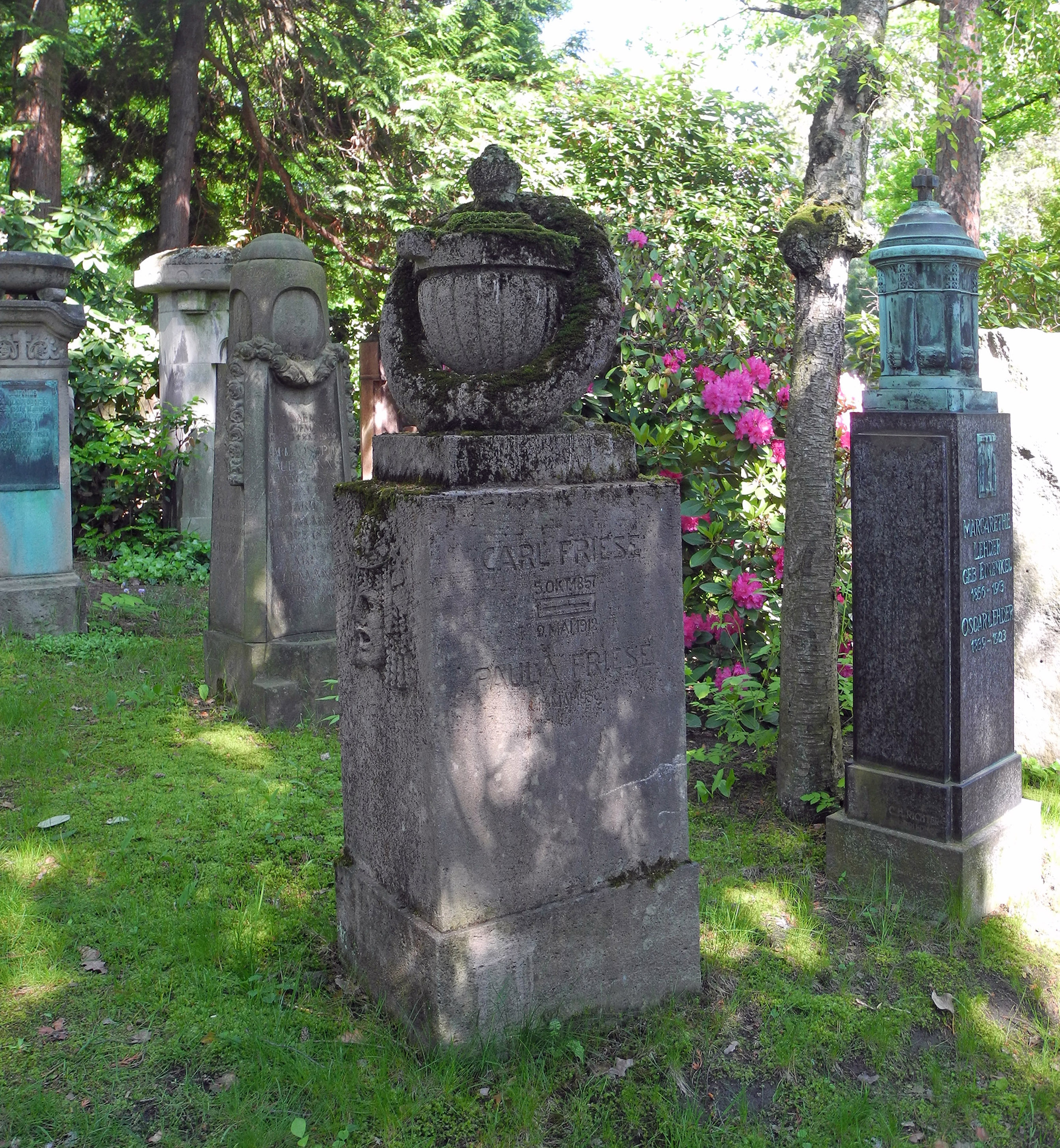
Grabstätte auf dem Urnenhain in Dresden-Tolkewitz

Carl Friese war der Sohn des Schauspielers Carl Adolf Friese (1831–1900). Sein Berufsleben begann als Bankkaufmann, er trat aber nebenbei auch auf Vereinsbühnen auf. Nach zwei Jahren beendete er seine Banklaufbahn und er widmete sich nunmehr, ohne eine künstlerische Ausbildung genossen zu haben, professionell der Bühnenkunst. Seine erste Rolle als Berufsschauspieler gab Carl Friese am 19. Oktober 1876 mit der Rolle des Stieglitz in dem Stück Die Pfarrersköchin im niederösterreichischen Krems. Nach sechs Jahren Schauspielerlaufbahn an verschiedenen Spielstätten in der österreichisch-ungarischen Provinz (u. a. in Czernowitz, Troppau, Marienbad), in der er sich als Charakterkomiker entwickelte, kam Friese 1882 nach Wien und wurde Mitglied des Ensembles des Theaters in der Josefstadt, ging im folgenden Jahr für eine Spielzeit ans Residenztheater in Hannover, 1884 ans Carl-Schultze-Theater in Hamburg, und anschließend zurück nach Hannover. 1886 ging Carl Friese in die Vereinigten Staaten, um dort an deutschsprachigen Bühnen aufzutreten: Er begann seine dortige Tätigkeit am Thalia-Theater in New York und reiste von hier in etwa 40 amerikanische Städte, darunter auch San Francisco. In Reno trat er nach eigenem Bekunden als Oberst Ollendorf in Der Bettelstudent vor Cowboys und Indianern auf.
1890 nach Europa heimgekehrt, spielte Friese erneut in Hannover und schloss sich nach weiteren zwei Jahren, nach einem Abstecher nach Berlin, dem Ensemble des Dresdner Residenz-Theaters an, dem er bis zu seinem Tod zwanzig Jahre lang angehörte. Seine Dresdner Premiere war zur Wiedereröffnung des Theaters am 16. September 1893 der Beernboom in der Operette Lachende Erben, in der auch Rudolf Dellinger sein Debüt für sein mehr als zwanzigjähriges Wirken als Orchesterchef und musikalischer Leiter gab. Am 9. Dezember 1893 stand er als Direktor Springer in der deutschen Erstaufführung der Oper Die verkaufte Braut von Bedřich Smetana auf der Bühne. Es folgten zahlreiche Possen, Lustspiele und Operetten: Er sollte zwei Jahrzehnte das künstlerische Gesicht des Theaters herausragend prägen. Zu seinem Repertoire gehörten u. a. der Mylius in Der Hochtourist, der Valentin in Raimunds Der Verschwender,  der Wieberg in Paul Lindaus Lustspiel Die beiden Leonoren, der Wodrow in Ausflug ins Sittliche, Rommel in Die Herren Söhne und der Kommerzienrat Müller in Gebildete Menschen. Obwohl gesanglich nicht ausgebildet, überzeugte er in seinen Operettenrollen.
Kurz nach seiner Abschiedsvorstellung am Residenz-Theater – Friese wollte an das Albert-Theater wechseln – verstarb er überraschend. Nach den Angaben des Theater-Almanach 1913, der im Jahr nach seinem Tod erschien, stand Friese im Dresdner Residenz-Theater in 5760 Vorstellungen mit 428 verschiedenen Rollen auf der Bühne. Eisenbergs biographisches Lexikon der Deutschen Bühne von 1903 konstatierte, Friese erweise sich „als erfahrener, bühnengewandter, denkender Künstler, dem es nicht einzig und allein um die Wirkung“ gehe, sondern der „mit künstlerischem Takt und Verständnis an die Lösung seiner Aufgaben schreitet, die vorgeführten Gestalten im Sinn und auch im Interesse des Verfassers zur Geltung“ bringen wolle.
Am Residenz-Theater in Dresden war Friese auch als Regisseur von Lustspielen, Komödien, Possen wie auch von Operetten tätig, so 1906 von Lehárs Die lustige Witwe, tätig, er wurde neben Alexander Rotter Vizedirektor des Hauses.